# Overhype
Overhype — чеський репкор - гурт заснований у вересні 2004 році у місті Брно трьома шкільними друзями — Мартін (Cibul), Мартін і Павел. Після кількох прослуховувань до гурту приєднався новий учасник, Лукас (брат Павла), як вокаліст.

## Історія гурту
Через суперечки гітариста Мартіна замінили на Honza (псевдонім Larwong). На думку користувачів музичних форумів "золотий час гурту" був у лютому 2008 року. Навесні через суперечки музичних вподобань Larwong був замінений Мареком Цібулкою.
У січні 2009 року Overhype випустили перший демо-диск "Hardly Manageable Drug". Влітку 2010 вийшов новий альбом "MissTake", який продається в багатьох країнах: США, Німеччині, Росії, Японії, Австрії і т.д.
Гурт фокусується на поєднанні жанрів ню-метал і репкор. Окрім власної музики вони виконують кавери на пісні Limp Bizkit, Rage Against The Machine, Korn, Papa Roach та інших. Overhype також спробували співпрацю з DJ, але неуспішно.
Нині гурт зосереджений на проблемі координації з новим гітаристом.

## Дискографія
- 2010 - Misstake
- 2009 - Hardly Manageable Drug